# Migración por relevos
Migración por relevos se refiere al hecho de que en las diferentes etapas del curso de vida, diferentes miembros de la familia pueden tomar la decisión de emigrar. Por ejemplo, cuando los hijos son pequeños es alguno de los padres, casi siempre el padre, quien se involucra de manera temporal en el proceso migratorio. Sin embargo, una vez que los hijos crecen existe la posibilidad de que los hijos toman el lugar de su padre o madre como migrantes, casi siempre comenzando por el más grande y pasando la responsabilidad al que se sigue una vez que este decide casarse y formar su propia familia.
La migración por relevos, además de contribuir al ingreso de la economía del hogar  a través de las remesas, puede ser un factor que  minimice el efecto de disrupción que la migración suele tener sobre la familia. Por otro lado, la migración por relevos supone que la migración es una decisión que involucra a los miembros de la familia y no sólo al individuo que pretenden emigrar.
La migración por relevos también puede incrementar el capital social de los migrantes y no migrantes a través de la creación de redes de información en las comunidades de origen.